# Rachamps
Rachamps est un village de l'Ardenne belge, sis au Nord de la ville de Bastogne, dans la province de Luxembourg. Avant la fusion des communes, Rachamps faisait partie de la commune de Noville (Région wallonne de Belgique).

## Toponymie
Rachamps tire son nom de la déformation de "raides champs" : sa position géographique justifie en effet pleinement ce toponyme. Le village était à l'origine essentiellement situé sur le flanc nord, en forte pente, avec des sommets (480 m) qui englobaient aussi le village d'Hardigny (surnommé "petite-Rachamps").

## Situation
Il se trouve en plein milieu du massif ardennais à une altitude variant entre 450 et 500 mètres.
Au début des années 1990, 5 fermiers, considérant le paysage agricole alors dégarni, sans vie animale et végétale mettent en place un projet de bocage ardennais consistant en 12 km de haies et d'alignements d'arbres (essentiellement des hêtres) plantés par ceux-ci. Ce projet a pu se développer autour du village, grâce à l'appui de "Programme de Développement Intégré", de la Région Wallonne, de l'Union européenne et avec la participation active des intéressés. Grâce à leurs efforts conjugués, près de 25.000 arbres ont été plantés. Ces haies constituent depuis lors un abri pour le bétail en le protégeant des vents humides et du soleil. Elles permettent aussi de camoufler certains bâtiments de ferme mal intégrés (silo, granges...) tout en permettant une meilleure bio-diversité animale et végétale.
C'est au milieu du bocage ardennais de Rachamps que prend sa source le ruisseau de Cowan, affluent de l'Ourthe orientale faisant partie du bassin versant de la Meuse.

## Histoire
Rachamps est un alleu qui est déjà cité dès 1088, à l'époque dans le Duché de Luxembourg. C'est alors une seigneurie ecclésiastique qui dépendait d'abord du prieuré d'Aywaille, qui transmit celle-ci à un seigneur de Pettingen. En 1282, la moitié du prieuré fut cédée au comte de Luxembourg, Henri VI. C'est en 1603 que les revenus de la seigneurie passèrent entre les mains des Jésuites pour assurer la gratuité de l'éducation au collège de Luxembourg. Ils occupèrent le presbytère jusqu'en 1773 (année de la dissolution des jésuites). La seigneurie fut mise en vente publique en 1778 et administrée jusqu'en 1795, date à laquelle le Duché de Luxembourg, duquel Rachamps faisait partie, fut annexé au département des Forêts de la Première République Française et Rachamps devint une commune avec la fin de l'Ancien Régime. Après avoir fait partie de l'Archidiaconé d'Ardenne, la paroisse de Rachamps fut annexée au diocèse de Metz en 1808, et le resta jusqu'en 1823.
Cette seigneurie comprenait les villages de Rachamps (appelé aussi "grande-Rachamps") et d'Hardigny (appelé aussi "petite-Rachamps") qui était proche du domaine de Noville, lui-même rattaché à la mairie royale de Bourcy. Noville qui possédait un château, constituait la paroisse-mère, de laquelle se détache celle de Rachamps avant 1260. Durant l'Ancien Régime, la seigneurie de Rachamps, détenue par les Jésuites de 1603 à 1773, remplissait le rôle de centre de collecte de taxes (dîmes, l'impôt versé au clergé qui correspondait à un dixième des récoltes, et cens) du quartier de Houffalize et du quartier nord de Bastogne.
À la fin de l'Ancien Régime, en 1795, Rachamps devint une commune et en 1823 Rachamps fut rattaché à la commune de Noville. C'est à partir de 1977, avec la fusion de communes, que Rachamps fit partie de la commune de Bastogne

## Patrimoine
Ce petit village compte plusieurs édifices classés (lavoir, presbytère, église) inscrits dans la Liste du patrimoine immobilier classé de Bastogne, un cas rare en Wallonie.
- L'église Saint-Lambert dont la tour remonte au XIe siècle est un édifice classé par la commission des monuments et des sites.

- L'ancien lavoir public classé date probablement de la première moitié du XIXe siècle[4].

- L'ancienne chapelle Saint-Donat aurait quant à elle été construite en 1589 et a abrité un autel daté de 1617, elle fut restaurée en 1950 par Léon Lamy.
- Le presbytère a été construit en 1751 pour recevoir les Jésuites du collège de Luxembourg. Cette ample construction a été érigée dans la seconde moitié du XVIIIe siècle comme l’indique l’inscription « IHS 1773 » présente sur une cheminée. À l’intérieur se trouvent également de beaux lambris de chêne et une peinture représentant saint Ignace de Loyola (1491-1556), fondateur de l'Ordre des Jésuites.
- Un arbre de la liberté a été planté au pied de l'église le 21 septembre 2002 par les enfants du village et les vétérans américains de la Easy Company 506th Regiment 101st Airborne ("Band of Brothers") qui étaient présents à Rachamps durant l'offensive de 1944-1945[5].

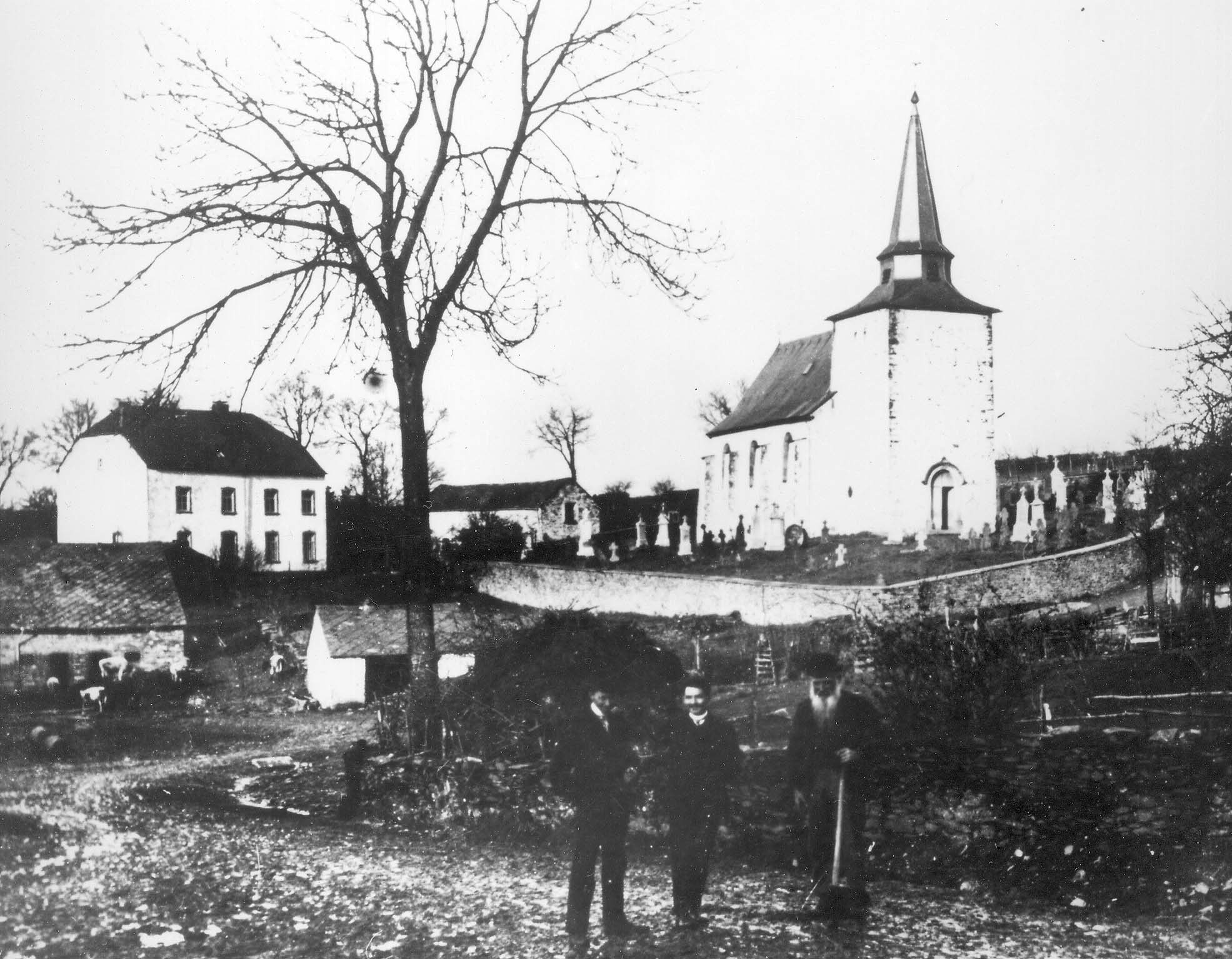
Photographie de l'église Saint-Lambert (avant l'agrandissement de 1936-37) et du presbytère de Rachamps vers 1900

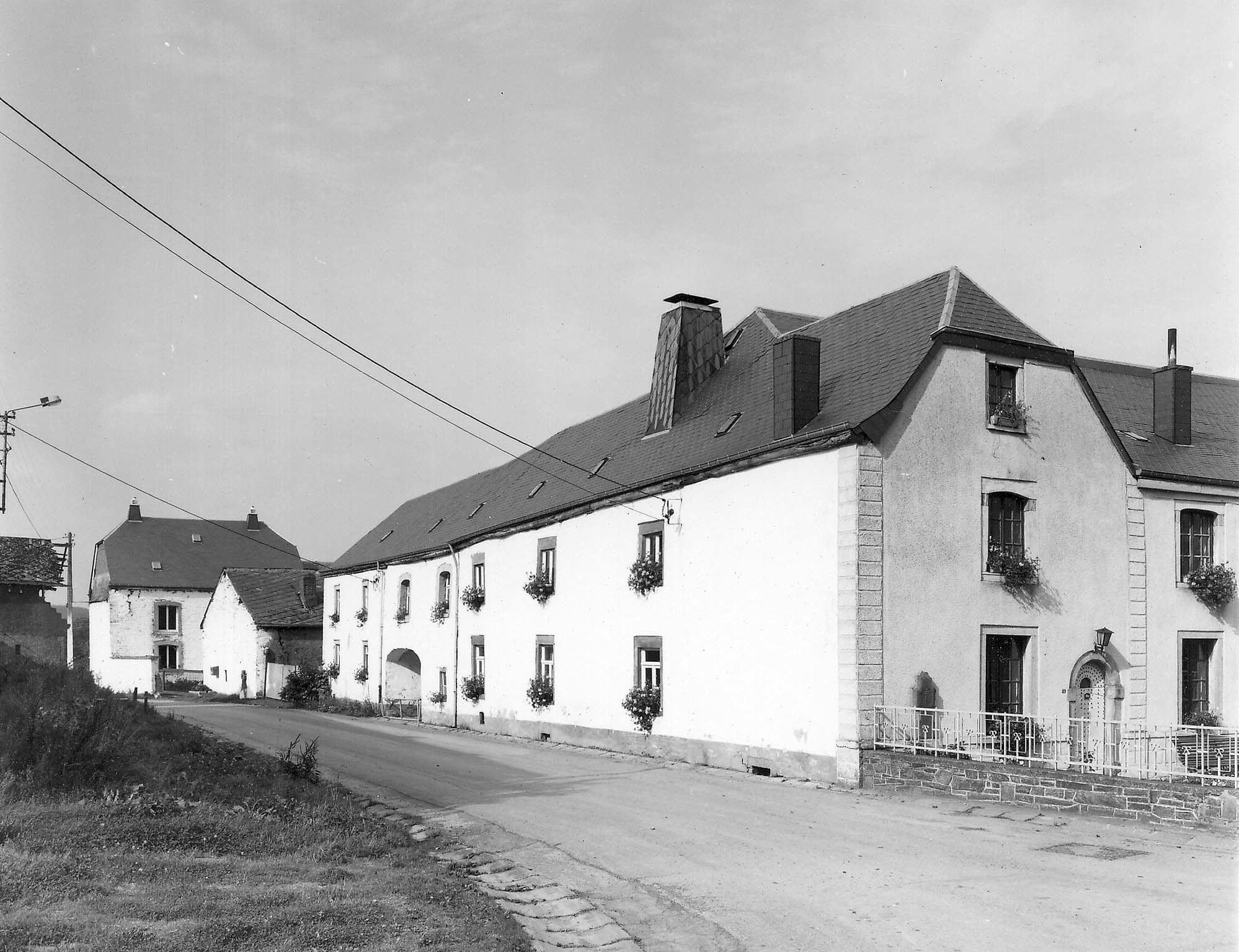
Bâtisse Ardennaise traditionnelle à Rachamps (toits en demi-croupe d'ardoises "bleus" et murs blanchis)

## Vie culturelle
Chaque année a lieu le 15 août une fête du cheval.
En 1991, la Chorale des Champs-Fleuris a été créée pour les besoins de la paroisse. Elle s'est depuis lors étendue et existe toujours aujourd'hui.
Dans l'ancien couvent à côté de l'école maternelle et primaire de Rachamps, ont été aménagées deux salles de fête.
Depuis 2014, a lieu fin septembre un jogging entre les villages de Rachamps et Hardigny